# Daddy Yankee
Ramón Luis Ayala Rodríguez (bolj znan kot Daddy Yankee), portoriški pevec, * 3. februar 1976, San Juan, Portoriko, Združene države Amerike.

## Kariera
Najbolj znan je po svetovni uspešnici »Despacito« (duet z Luisom Fonsijem), ki je 5. avgusta 2017 postala najbolj predvajana pesem na YouTube vseh časov. Hkrati je pesem podrla več glasbenih rekordov, saj je postala najbolj predvajana in največkrat pretočena skladba v zgodovini.

## Diskografija
| - 1995: No Mercy - 2002: El Cangri.com - 2003: Los Homerun-Es De Yankee - 2004: Barrio Fino - 2006: Salsaton "Salsa Con Reggaetón" (Salsatón: Salsa con reggaetón) - 2007: El Cartel: The Big Boss - 2010: Mundial - 2012: Prestige - 2019: Con Calma & Mis Grandes Exitos - 2020: El disco duro - 2022: Legendaddy - 2005: Ahora le Toca al Cangri! Live - 2005: Barrio Fino en Directo - 2020: 2K20 - 1997: El Cartel de Yankee - 2001: El Cartel II: Los Cangris - 2008: Talento de Barrio - 2013: King Daddy |